# Bobritzsch
Bobritzsch was tot 31 december 2011 een gemeente in de Duitse deelstaat Saksen, en maakte deel uit van de Landkreis Mittelsachsen. Sinds 1 januari 2012 behoren de voormalige kernen van de gemeente tot Bobritzsch-Hilbersdorf.

## Geografie
Bobritzsch lag in de Landkreis Mittelsachsen in Saksen, ongeveer 28 kilometer ten zuidwesten van Dresden, 15 kilometer ten westen van Dippoldiswalde, 9 km ten noordwesten van Frauenstein, 10 km ten oosten van Brand-Erbisdorf en ongeveer 8 km ten oosten van Freiberg. Bobritzsch lag aan de voet van het oostelijke deel van het Ertsgebergte en werd bijna volledig van noord naar zuid door de rivier Bobritzsch doorsneden.

### Indeling
De gemeente bestond uit de volgende kernen:
- Naundorf
- Niederbobritzsch
- Oberbobritzsch
- Sohra

### Demografische ontwikkeling
Het inwonertal van de gemeente Bobritzsch per 31 december:
| - 1998 – 4.894 - 1999 – 4.928 - 2000 – 4.887 - 2001 – 4.877 - 2002 – 4.858 | - 2003 – 4.784 - 2004 – 4.743 - 2005 – 4.666 - 2006 – 4.621 - 2007 – 4.660 |

Bron: Statistisches Landesamt van de deelstaat Saksen

## Geboren in Bobritzsch
- Gottfried Silbermann, orgelbouwer